# Comité national de l'estampe
Le Comité national de l'estampe (CNE) est une société savante et une association visant à promouvoir et étudier l'estampe. Il a été fondé le 28 octobre 1938 sous le nom de Comité national de la gravure française et a conservé ce nom jusqu'en 2012. Il a son siège au département des estampes de la Bibliothèque nationale de France.

## Histoire
Le Comité a été fondé sous le nom de « Comité national de la gravure française » en 1938 par Julien Cain et Paul-André Lemoisne à la suite de l'exposition universelle de 1937 — associant dès le départ des marchands (Marcel Guiot, premier président ; Paul Prouté…) et des artistes (Jacques Beltrand et Jean Émile Laboureur sont vice-présidents).
Il regroupe des conservateurs et universitaires spécialistes de l'estampe, des collectionneurs, des galeristes et des artistes.
Les membres sont cooptés (un candidat doit être présenté par deux membres et agréé par le conseil d'administration).
Le comité est d'abord destiné à faire connaître l'estampe contemporaine française, notamment en organisant des expositions à l'étranger pendant les décennies 1930 à 1950. Depuis quelques décennies, son activité principale est de publier une revue et de servir de lieu de rencontre entre les différentes communautés qui s'intéressent à l'estampe.
En 2012, le Comité national de la gravure française prend le nom de « Comité national de l'estampe ».

## LesNouvelles de l'estampe
Le Comité national de la gravure française publie la seule revue française spécifiquement consacrée à l'estampe, des origines à la création contemporaine, les Nouvelles de l'estampe.

## Prix Beraldi de la recherche sur l’estampe
En 2023, sur proposition de la rédactrice en chef des Nouvelles de l’estampe, le Comité national de l’estampe fonde le Prix Beraldi, destiné à récompenser annuellement des travaux et publications francophones consacrés à l’estampe.
Le prix, d’un montant de 2000 euros, est cofinancé par le Comité national de l’estampe via les revenus générés par les Nouvelles de l’estampe, par la CSEDT et par l’association des Amateurs d’estampes.

### Liste des lauréats
- 2024, Yvon Le Bras pour une thèse sur la gravure visionnaire soutenue en 2023 sous la direction d’Emmanuel Pernoud.

## Liste des présidents du CNGF puis du CNE
- 1938-1943 : Paul-André Lemoisne
- 1944-1961 : Jean Vallery-Radot
- 1961-1978 : Jean Adhémar
- 1978-1982 : Jean-Pierre Seguin
- 1982-1983 : Michel Melot
- 1983-2007 : Laure Beaumont-Maillet
- 2007-2012 : Marianne Grivel
- 2012-2015 : Michel Melot
- Depuis 2015 : Philippe Sénéchal

## Quelques membres célèbres

### Graveurs
- Pierre Bonnard
- Édouard Vuillard
- Maurice Denis
- Ker-Xavier Roussel
- André Derain
- Jacques-Émile Blanche
- Marc Chagall
- Georges Rouault
- André Masson
- Raoul Dufy
- Pierre Alechinsky
- Bernard Buffet
- George Ball
- Pierre Soulages
- Érik Desmazières
- André Béguin
- Claude-Jean Darmon
- Claude Raimbourg
- J.-J.-J. Rigal

### Conservateurs et historiens
- Henri Focillon
- Jean Adhémar
- Julien Cain
- Jean Cassou
- Jean Laran
- Claude Roger-Marx
- Jean Clair
- David David-Weill
- Rémi Mathis